# かいりきベア
かいりきベア（1988年9月30日 - ）は、日本のボカロP、ギタリスト、ソングライターである。代表作は「ベノム」「ダーリンダンス」「バグ」など。

## 来歴
学生時代にプレイしていた『GUILTY GEAR』という格闘ゲームのBGMをきっかけにギターを始め、インターネットを通じてヴィジュアル系バンドに加入。バンド内ではギターを担当し、海外公演も行ったが2011年にバンドを脱退。同年よりVOCALOIDを使用した楽曲の投稿を開始し、第1作「ワカレノオト。」でデビュー。また、2012年に投稿したGUMIオリジナル曲「完全懲悪ロリィタコンプレックス」が再生回数10万回を達成し、VOCALOID殿堂入りとなった。
2015年3月4日、アルバム『IMITATION GALLERY』でメジャー・デビュー。
2016年夏、NHN PlayArtとドワンゴの共同開発による『#コンパス 戦闘摂理解析システム』の登場人物「リリカ」のテーマソングの制作を担当し、楽曲「アルカリレットウセイ」を提供。
2017年11月、漫画アプリ「GANMA!」とのタイアップ企画で、洋介犬の漫画作品「外れたみんなの頭のネジ」を基にした楽曲「レミングミング」を提供。
2018年8月、v flowerのイベントのために書き下ろした楽曲「ベノム」を投稿。翌年よりTikTokで同作を使用したダンス動画が流行し、YouTubeで投稿された動画は6000万回を越える再生回数を記録した。
2020年1月15日、リミックス・アルバム『ベノマ』を発売し、オリコン週間アルバムチャートで最高位12位を獲得。
2021年4月、かいりきベアのボカロ楽曲のノベライズ『ベノム 求愛性少女症候群』がMF文庫Jから発売シリーズ化された。
2022年2月15日、月刊コミックジーン3月号より、かいりきベアのボカロ楽曲のコミカライズ『ベノム 求愛性少女症候群』の連載が開始される。
2022年6月、かいりきベア×匿名ボーカリストによる匿名性音楽ユニットプロジェクト「レトベア」を始動。
2024年4月29日、自身初となるワンマンライブ「病み垢ステロイド」を開催した。

## 作品

### アルバム
| 枚 | 発売日         | タイトル               | 収録曲 |
| -- | -------------- | ---------------------- | --- |
| 1  | 2013年12月31日 | ロリィタマキャベリズム | 全10曲 1. MACHIAVELLISM -black out-（Instrumental） 2. 完全懲悪ロリィタコンプレックス 3. 暴走ロリィタホリック 4. マネマネサイコトロピック 5. 二次元解放ディメンションシフト 6. 愛憎ドラスティック 7. ツギハギゴーストネオン 8. パンプキンロリィタナイト 9. 悪性ロリィタマキャヴェリズム 10. MACHIAVELLISM -white out-（Instrumental） |
| 2  | 2015年3月4日   | IMITATION GALLERY      | 全19曲 1. IMITATION GALLERY -gate of psychotropic- 2. マネマネサイコトロピック 3. イナイイナイ依存症 4. 爆砕プリン 5. 爆砕オカアサン 6. アイソワライ 7. 愛憎ドラスティック 8. 完全懲悪ロリィタコンプレックス 9. 暴走ロリィタホリック 10. パンプキンロリィタナイト 11. 狂奏ロリィタ応援歌 12. 悪性ロリィタマキャヴェリズム 13. ツギハギゴーストネオン 14. 二次元セカイ解放宣言 15. 失敗作少女 16. マヤカシハッピーエンド 17. IMITATION GALLERY -end of reborn- 18. 電脳狂愛ガール♡Marmalade Arrange Ver.♡ 19. ドリームキラー |
| 3  | 2015年8月16日  | セイデンキ少女         | 全10曲 1. 雨音に融け込む傷跡のエンドロール 2. セイデンキニンゲン 3. 迷妄グロナンセンス 4. 失敗作少女 5. シアワセトリッパー 6. 渚色ロマンス 7. ユメウツツ空想論 8. ワカレノオト。 9. 夏色に融け込む水彩のレイトショー 10. ウルサイマン |
| 4  | 2018年4月28日  | イナイイナイリブート   | 全18曲 1. -檻- (Inst) 2. イヤガール 3. アルカリレットウセイ 4. 失敗作少女 5. ココロナンセンス REBOOT ver. 6. ヒトサマアレルギー 7. レミングミング 8. イナイイナイ依存症 -GATE OF DELETE- 9. アイソワライ REBOOT ver. 10. アンハッピーバースデイ 11. バラバラココロ 12. マグメル 13. ホンモノ証明書 14. マイナスレッテル 15. -綻- (Inst) 16. イナイイナイ依存症 Arranged by MARETU 17. セイデンキニンゲン Arranged by MARETU 18. マネマネサイコトロピック Arrange by MARETU                                                  |
| 5  | 2020年1月15日  | ベノマ                 | 全15曲 1. VILLAIN -TYPE A- (Inst) 2. ベノム （MARETU Remix） 3. レミングミング （kemu Remix） 4. ココロナンセンス （ピノキオピー Remix） 5. ヒトサマアレルギー （はるまきごはん Remix） 6. イヤガール （大沼パセリ Remix） 7. 失敗作少女 （稲葉曇 Remix） 8. イナイイナイ依存症 （ツミキ Remix） 9. アンヘル （煮ル果実 Remix） 10. アルカリレットウセイ （まらしぃ Remix） 11. シアワセトリッパー 12. ユメウツツ空想論 13. セイデンキニンゲン （Crusher Remix） 14. VILLAIN -TYPE X- (Inst)                                |
| 6  | 2021年6月19日  | ダーリンシンドローム   | 全17曲 1. ダーリンダンス 2. アンヘル 3. ベノム 4. テレストテレス 5. ルマ 6. マリオネ 7. ロジカ 8. ビータ 9. メアメア 10. リラルラドリーミング 11. アイ情劣等生 12. アルカリレットウセイ -TearDrop Flavor- 13. マイナスレッテル -CherryRed Flavor- 14. セイデンキニンゲン -Computer Flavor- 15. ベノム -MARETU Remix- 16. アンヘル -MARETU Remix- 17. 失敗作少女 -MARETU Remix |

### 配信限定シングル
| 発売日         | タイトル                             |
| -------------- | ------------------------------------ |
| 2013年11月6日  | 暴走ロリィタホリック feat.GUMI       |
| 2016年8月26日  | ココロナンセンス feat.初音ミク       |
| 2017年4月12日  | イヤガール feat.初音ミク             |
| 2017年8月30日  | アンハッピーバースデイ feat.初音ミク |
| 2018年1月16日  | マイナスレッテル feat.flower         |
| 2018年4月28日  | イナイイナイリブート (BONUS TRACKS)  |
| 2020年2月28日  | ベノム feat. 缶缶                    |
| 2020年9月30日  | ネロイズム feat. 鳴花ミコト          |
| 2020年10月3日  | ビータ / 缶缶                        |
| 2021年6月23日  | ベノム feat.flower                   |
| 2021年11月14日 | カーニバルハッピー                   |
| 2022年2月25日  | ブーストアニマ / 缶缶                |
| 2022年4月25日  | アナタサマ feat.flower               |
| 2022年7月9日   | バグ feat.初音ミク                   |
| 2023年2月14日  | スターリースタート feat.初音ミク     |
| 2023年6月16日  | ローラー (from Raison d'être)        |
| 2024年3月4日   | メロメロイド                         |
| 2024年3月6日   | ダウンタイマー                       |
| 2024年3月6日   | 病み垢ステロイド                     |

### コンピレーション
| 発売日         | タイトル                                             | 収録曲                         |
| -------------- | ---------------------------------------------------- | ------------------------------ |
| 2012年11月28日 | VOCAROCK collection 4 feat.初音ミク                  | 完全懲悪ロリィタコンプレックス |
| 2013年6月26日  | GUMI 誕-4th Anniversary-                             | 暴走ロリィタホリック           |
| 2013年11月8日  | 地獄型人間動物園                                     | 電脳狂愛ガール                 |
| 2016年2月24日  | v flower「一期一会」                                 | ヒトサマアレルギー             |
| 2018年2月7日   | モノカラーガールスーパーノヴァ                       | バラバラココロ                 |
| 2020年12月26日 | カゲロウリレイション CHUNITHM Original Sound Track   | レーイレーイ                   |
| 2021年7月6日   | CRASH FEVER ORIGINAL SOUNDTRACK feat.MIKU,RIN,LEN 01 | クロクロクロ                   |
| 2021年9月29日  | マジカルミライ2021 OFFICIAL ALBUM                    | ダーリンダンス                 |
| 2021年10月15日 | コンピレーションアルバム「キメラ」                   | スーパーノヴァ                 |
| 2021年10月27日 | Caligula2-カリギュラ2- オリジナルサウンドトラック    | Q愛セニョリータ                |
| 2021年12月3日  | maimai でらっくす ベストアルバムちほー               | ブレインジャックシンドローム   |
| 2022年2月25日  | 音楽的同位体 可不「シンメトリー」                    | メスト                         |
| 2022年3月23日  | まふまふ トリビュートアルバム 〜転生〜               | 女の子になりたい, 夢のまた夢   |

### タイアップ
| 公開   | タイトル                     | タイアップ                                                    |
| ------ | ---------------------------- | ------------------------------------------------------------- |
| 2016年 | アルカリレットウセイ         | ＃コンパス 戦闘摂理解析システム「魔法少女リリカ」テーマソング |
| 2018年 | クロクロクロ                 | クラッシュフィーバー×初音ミク コラボレーション楽曲            |
| 2018年 | レミングミング               | 外れたみんなの頭のネジ オリジナルソング                       |
| 2020年 | アイ情劣等生                 | ＃コンパス 戦闘摂理解析システム「魔法少女ルルカ」テーマソング |
| 2020年 | ブレインジャックシンドローム | maimai でらっくす オリジナルソング                            |
| 2021年 | Q愛セニョリータ              | Caligula2 -カリギュラ2-「#QP」テーマソング                    |
| 2023年 | スターリースタート           | 初音ミク×spiritale 15th Anniversary フィギュア化 記念楽曲     |
| 2023年 | ローラー                     | イラストレーターのう×ボカロＰコラボプロジェクトソング         |

### 楽曲提供
- あらき
  - NAKED ECHO
    - TVアニメ『臨死!!江古田ちゃん』第3話 エンディングテーマ。
- あんふる
  - TRY愛
- AlbaNox
  - マリオネ
- いれいす
  - ジダンダーナイト
    - 5th Album『Everlasting Days』収録曲。
- VALIS
  - 残響ヴァンデラー
    - 1st Album『覚醒ヒストリア』収録曲。

  - 超常現象ダンスダンス
    - 1st Album『覚醒ヒストリア』収録曲。
- 浦島坂田船
  - ナイトメリーハッピネス
- うらたぬき
  - スカーレ
    - 5th Album『date.』収録曲。

  - マウントリタガール
    - 6th Album『Love!Love!』収録曲。
- お暇
  - エンターロード
- 缶缶
  - ビータ
    - 1st Album『ROAR』収録曲。　

  - ブーストアニマ
    - 小泉成器 ダブルファンドライヤー『MONSTER』提供曲[13]。
- さくらみこ
  - あーゆーれでぃ
    - 1st Album『flower rhapsody』収録曲。
- SIX SICKS
  - ロジカ
    - "水乗男子"青春体感ゲーム『SIX SICKS』キャラクターソング。
- ストイック高校
  - 「　　」状態HEART
- すとぷり
  - シンドロームラブ
    - Best Album『Strawberry Prince Forever』収録曲。
- センラ
  - エノウ
    - 2nd Album『Lüge』収録曲。

  - メロ
    - 3rd Album『À la mode』収録曲[14]。
- Sou
  - スパークバグ
    - 3rd Album『Solution』収録曲[15]。
- そらる
  - スレイヴ
    - 4th Album『ゆめをきかせて』収録曲。
- ダウト
  - オドロ
- ちくわ
  - 人生マタタビ
- 天神子兎音
  - NO MATCHING
    - 1st Album『RESIST』収録曲。
- 東山奈央
  - グー
    - Concept Mini Album『off』収録曲[16]。
- ななもり。×ジェル
  - スピール
    - すとぷり 3rd Full Album『Strawberry Prince』収録曲[17]。
- ナナヲアカリ
  - リセットセット
    - 2nd Major Mini Album『DAMELEON』収録曲[18]。
- 二階堂高嗣
  - BRAVE TUNING
    - Kis-My-Ft2 ライブ映像作品『LIVE TOUR 2021 HOME』通常盤 特典CD『Kis-My-Ft2 10th Anniversary Extra CD』収録曲。
- 25時、ナイトコードで。
  - バグ
    - 5th Single『ノマド／バグ』収録曲[19]。
- Nexus-Cry
  - エラーダンス
- 博衣こより
  - デコレート
    - 1st Album『FIRST STEP』収録曲[20]。
- はにすた
  - サイテイ
    - 歌い手コンピレーションアルバム『BrainStorm』収録曲。
- ヒカル×麻婆豆腐
  - マインドマインド
- 聖女れりあ
  - ストレリア
- P丸様。
  - メンタルチェンソー
    - 1st Full Album『Sunny!!』収録曲。
- ベアードアード
  - ベアードアード
  - カルトチック
  - メサイア
  - ラヴナイトメア
  - ヒストリア
    - TVアニメ『デュエル・マスターズ キングMAX』オープニングテーマ[21]。

  - トリックゴースト
  - ムーンシェイド
  - ノワル
- まいたけ×ゆぺくん☆★
  - 常勝気流
    - ちょこらび 2nd Full Album『チョコレートファンタジー』収録曲。
- 宮下遊
  - テレストテレス
    - 2nd Major Album『青に歩く』収録曲。

  - エンドゲエム
    - 3rd Major Album『錆びつくまで』収録曲。
- 紫咲シオン
  - メイジ・オブ・ヴァイオレット（2021年8月18日、作詞・作曲）[22]
- YADHARA
  - ファンキージャンク人生
- ゆきむら。
  - ドーズ
    - 2nd Album『ナイトメア』収録曲。
- ラプラス・ダークネス
  - 喰ライ
    - 日清焼そばU.F.O. コラボレーション楽曲[23][24]。
- 莉犬
  - ルマ
    - 1st Full Album『タイムカプセル』収録曲。

  - マンマルダンス
    - 2nd Full Album『シャッターチャンス!』収録曲。
- luz
  - ドローレ
    - 4th Album『FAITH』収録曲。
- レトベア
  - 頭ん中 DEAD END
    - TVアニメ『黒の召喚士』オープニングテーマ[25]。

  - ダウンタイマー
    - TVアニメ『REVENGER』オープニングテーマ[26]。

## 出演
2014年
- 8月3日 - EXIT TUNES ACADEMY FINAL SPECIAL 2014
- 11月22日 - ヘイセイプロジェクト[27]

2016年
- 4月29日 - 超ボカニコステージ@ニコニコ超会議2016

2017年
- 4月29日 - 超ボカニコステージ@ニコニコ超会議2017

2018年
- 8月5日 - vflower DJ NIGHT [28]
- 10月7日 - Vocation Chiba vol.41[29]
- 12月23日 - #コンパスフェス 2nd ANNIVERSARY[30]

2019年
- 4月6日 - Live Fes "Vox Box" Tour 2019
- 4月27日 - つかさしxS!N
- 5月5日 - Vocation Chiba vol.47[31]
- 5月11日 - 宮下遊「青に歩く / 水の狭間」[32]
- 6月2日 - vocastock
- 10月14日~2020年1月13日 - #COMPASS SECRET PARTY[33]
- 10月15日 - つかさし生誕ワンマン『-BIRTH OF SPIRIT MYTHOLOGY-』
- 12月8日 - #コンパスフェス 3rd ANNIVERSARY

2020年
- 1月25日 - vocastock vol.2
- 2月15日 - Transition Fest - 1st anniversary -
- 3月8日 - #COMPASS SECRET PARTY 東京追加公演
- 12月10日 - #コンパスフェス 4th Anniversary

2022年
- 9月4日 - #コンパスフェス 街キャラバン2022 大阪 Vocani#COMPASS[34]

- 10月17~18日 - ニコニコ超パーティ2022
- 12月3日 - #コンパスフェス 6th Anniversary

2023年
- 4月29日 - ニコニコ超会議2023（超ボカニコ2023）
- 12月9日 - Trio Colors Odyssey[35]

2024年
- 4月29日 - 病み垢ステロイド 1st ワンマンライブ[36]
- 6月29日 - 宮下遊ワンマンライブ2024 -白紙-[37]
- 8月24日 -  NIGHT HIKE Mid 2024 supported by ジンドゥー[38]
- 8月26日 -  VOCALOCK MANIA ver.3[39]

2025年
- 8月24日 - NIGHT HIKE Mid 2025 supported by ジンドゥー[40]
- 10月3~4日 - ヤミカワトーキョーパラノイド 2nd ワンマンライブ[41]

## 書籍
- かいりきベア Selection ピアノ・ソロ（2021年11月17日、シンコーミュージック、ISBN 9784401040285）
- ベノム 求愛性少女症候群（著者：城崎、イラスト：のう、原作・監修：かいりきベア、MF文庫J）

## 備考
- 「マネマネサイコトロピック」は、小説にもなった[42]。
- 「ベノム」は、「ダーリンダンス」「失敗作少女」とともに、小説にもなった。
- 「ベノム」は、自身が莉犬に提供した楽曲「ルマ」との関連性も指摘されている[42]。